# Kreisgericht Spremberg (Preußen)
Das Kreisgericht Spremberg war ein preußisches Kreisgericht in der damaligen Provinz Brandenburg mit Sitz in der Stadt Spremberg.

## Geschichte
In Bezirk des Kreisgerichts Spremberg bestanden bis 1849 das königliche Stadtgericht Spremberg sowie viele Patrimonialgerichte.
1849 wurden in Preußen einheitlich Kreisgerichte geschaffen. Hierbei wurde die Patrimonialgerichtsbarkeit abgeschafft und die Patrimonialgerichte wurden aufgehoben. Auch die eingangs genannten Gerichte wurden aufgehoben und es entstand das Königliche Kreisgericht Spremberg im Sprengel des Appellationsgerichts Frankfurt a. d. Oder. Es war für den Kreis Spremberg den Landkreis Hoyerswerda und kleine Teile des Kreise Calau zuständig.
Zuständiges Schwurgericht war das Kreisgericht Cottbus. Am Gericht waren 1870 ein Direktor und 14 Kreisrichter eingesetzt. 1870 betrug die Zahl der Gerichtseingesessenen 77.938. Gerichtskommissionen bestanden in Drebkau, Ruhland und Senftenberg. Gerichtstage wurden in Lohsa und Wittichenau gehalten.
Im Rahmen der Reichsjustizgesetze wurde das Gerichtswesen in Deutschland 1879 vereinheitlicht. Damit wurde das Kreisgericht Spremberg aufgehoben und das königlich preußische Amtsgericht Spremberg mit Wirkung zum 1. Oktober 1879 als eines von 12 Amtsgerichten im Bezirk des Landgerichtes Cottbus als Nachfolger gebildet. Auch die meisten Gerichtskommissionen wurden in Amtsgerichte (Amtsgericht Ruhland, Amtsgericht Senftenberg) umgewandelt.